# للا خدیجه مراکش
شاهدخت للا خدیجه مراکش (زاده ۲۸ فوریه ۲۰۰۷) فرزند کوچکتر محمد ششم و همسرش سلمی بنانی است. او برادری بزرگتر از خود به‌نام مولای حسن دارد.